# Poestosjka
Poestosjka (Russisch: Пустошка) is een stad in de Russische oblast Pskov. Het aantal inwoners ligt rond de 5.500. Poestosjka is tevens het centrum van het gelijknamige bestuurlijke rayon.
Poestosjka ligt in het zuidoosten van de oblast, 191 kilometer van Pskov. Het ligt aan de spoorlijn Moskou - Riga, op het punt waar de M-9 en de R-23 elkaar kruisen.
De geschiedenis van Poestosjka gaat terug tot 1901, toen de spoorlijn Moskou - Riga gereedkwam. Voor het bouwen van een station werd een stuk braakliggend terrein (Russisch: пустошь, Poestosj) van boeren gekocht. Vanaf 1920 was Poestosjka het centrum van de Volost. In 1925 kreeg het de status van stad.
Bestuurlijk centrum: Pskov 

Dno · Gdov · Nevel ·Novorzjev · Novosokolniki · Opotsjka · Ostrov · Petsjory · Porchov · Poestosjka · Pytalovo · Sebezj · Velikieje Loeki